# Virus Sabiá
El virus Sabiá es un miembro del género Arenavirus, de la familia Arenaviridae, que ocasiona la fiebre hemorrágica brasileña (FHB).
- Datos: Q24719340
- Especies: Brazilian mammarenavirus